# Kayakujutsu
Kayakujutsu (火 薬 術, literalmente "el arte de la pólvora") es el uso de armas de fuego, pólvora y explosivos, especialmente por los ninjas. La historia y la mitología que rodean el ninjutsu y el kayakujutsu son similares a la historia de la química y la mitología que rodean la alquimia. Por lo tanto, el misticismo kayakujutsu se refiere a elementos como la Tierra (Chi) para desarrollar Fuego (Kaji) al igual que la alquimia se refiere a elementos como aire, tierra, fuego y agua.